# Ernst Bolbrinker
Ernst Bolbrinker (23 de outubro de 1898 - 2 de julho de 1962) foi um oficial alemão que serviu durante a Segunda Guerra Mundial. Foi condecorado com a Cruz de Cavaleiro da Cruz de Ferro.

## Condecorações
| Cruz de Ferro 2ª Classe                               |
| Cruz de Ferro 1ª Classe                               |
| Cruz de Cavaleiro da Cruz de Ferro 15 de maio de 1941 |